# Roel Reijntjes
Roel Reijntjes (Beilen, 6 februari 1923 – aldaar, 19 april 2003) was een Drents dichter die veel heeft betekend voor de Drentse literatuur.
Hij debuteerde in 1959 met de gedichtenbundel De iegelkaor. Reijntjes zette veel schrijvers aan om in het Drents te schrijven. Hij werd verschillende malen gebloemleesd en kreeg in 1977 de Culturele prijs van Drenthe. In zijn laatste bundel, Late brummelpluk (2002), schreef hij openhartig over homo-erotische relaties.
Hij overleed op 80-jarige leeftijd in zijn woonplaats Beilen, waar hij zijn hele leven in het ouderlijk huis had gewoond. Kort na zijn dood gingen zijn bibliotheek en persoonlijk archief naar de stichting Het Drentse Boek in Zuidwolde. In 2004 verhuisde het materiaal naar het Drents Archief in Assen, waar het toegankelijk wordt gemaakt voor het publiek.